# Xã Benton, Quận Cedar, Missouri
Xã Benton (tiếng Anh: Benton Township) là một xã thuộc quận Cedar, tiểu bang Missouri, Hoa Kỳ. Năm 2010, dân số của xã này là 1.087 người.